# Danilo Gallinari
Danilo Gallinari (Sant'Angelo Lodigiano, 8 augustus 1988) is een Italiaanse professionele basketbalspeler. Hij komt uit voor de Milwaukee Bucks in de NBA.

## Carrière
Gallinari begon zijn professionele carrière in 2004 in Italië. Daar kwam hij eerst uit voor Assigeco Casalpusterlengo, een club in de derde klasse. Het seizoen erna vertrok hij naar Olimpia Milano, een club in de hoogste Italiaanse afdeling. Hij werd echter nog een jaar uitgeleend aan Nuova Pallacanestro Pavia, een club in de tweede klasse. In het seizoen 2006-2007 speelde hij voor het eerst in de Italiaanse eerste klasse. Dit jaar scoorde hij gemiddeld 10,9 punten per wedstrijd. In zijn tweede seizoen in Milaan stegen zijn statistieken naar 17,5 punten per wedstrijd. Hij speelde dat jaar ook voor het eerst in de Euroleague, de hoogste Europese bekercompetitie. 
In 2008 schreef Gallinari zich in voor de NBA draft. Hij werd als 6de gekozen door de New York Knicks. In zijn eerste NBA-seizoen werd hij echter tegengehouden door rugproblemen. Enkele jaren later werd hij getransfereerd naar de Denver Nuggets in een trade samen met onder andere Wilson Chandler. Carmelo Anthony en Chauncey Billups maakten de omgekeerde beweging. Tot 2017 speelde Gallinari in Denver. Zijn carrière bracht hem vervolgens naar Los Angeles. Hij speelde voor de Los Angeles Clippers. In 2019 was Gallinari samen met Shai Gilgeous-Alexander en een aantal picks onderdeel van de Paul George-trade naar de Oklahoma City Thunder. Zijn record aantal punten in één match bedraagt 47.